# ХК Спартак (Плевен)
Хандбален клуб „Спартак“ Плевен е сдружение, регистрирано на 2 ноември 1993 г. Първообразът на сегашния клуб датира от 1960 г.
През 2017 година е възстановен мъжкият отбор след близо 10 годишно прекъсване, отбора се състезава Б група, като целта е да се завърне в А група. Още през езон 2017/2018 отбора печели 3-то място в Б група. През 2018 е възстановен и женският тим, който се състезава в Б група при жените.

## Състав

### Мъже 2017/2018
| №        |          | Играч             | Позиция  | Рождена дата      | Ръст     |
| Втратари | Втратари | Втратари          | Втратари | Втратари          | Втратари |
| -------- | -------- | ----------------- | -------- | ----------------- | -------- |
| 1        |          | Емил Стефанов     | вратар   | 17.02.1952 г.     |          |
| 12       |          | Емил Събев        | вратар   |                   |          |
|          |          |                   |          |                   |          |
| 3        |          | Огнян Янчев       |          |                   |          |
| 4        |          | Валери Петков     |          |                   |          |
| 6        |          | Калин Трифонов    |          |                   |          |
| 7        |          | Галин Лазаров     |          | 05.02.1961 г.     |          |
| 8        |          | Момчил Георгиев   |          | 30 януари 1977 г. |          |
| 9        |          | Светослав Стоянов |          |                   |          |
| 10       |          | Йонко Вутов       |          | 02.11.1969 г.     |          |
| 11       |          | Иван Радионов     |          | 16.02.1970 г.     |          |
| 22       |          | Цветомир Цанов    |          |                   |          |
| 66       |          | Николай Георгиев  |          |                   |          |
| 77       |          | Кристиян Андреев  |          |                   |          |
| 88       |          | Борислав Станчев  |          | 19.11.1972 г.     |          |
| 99       |          | Адриян            |          |                   |          |

### Жени 2018/2019
| №        |          | Играч               | Позиция    | Рождена дата | Ръст     |
| Втратари | Втратари | Втратари            | Втратари   | Втратари     | Втратари |
| -------- | -------- | ------------------- | ---------- | ------------ | -------- |
| 1        |          | Лорета Радославова  | вратар     |              |          |
| 12       |          | Полина Колева       | вратар     |              |          |
|          |          |                     |            |              |          |
| 10       |          | Антония Георгиева   |            |              |          |
| 11       |          | Виолета Илиева      |            |              |          |
| 20       |          | Инна Георгиева      |            |              |          |
| 22       |          | Нели Каменополска   |            |              |          |
| 30       |          | Анна Кораки         |            |              |          |
| 33       |          | Мачи Мори           |            |              |          |
| 40       |          | Евелина Янкова      |            |              |          |
| 44       |          | Магдалена Тодорова  |            |              |          |
| 55       |          | Мария Кривунова     | десен гард |              |          |
| 66       |          | Румяна Йонкова      |            |              |          |
| 69       |          | Константина Кораки  |            |              |          |
| 77       |          | Василена Кирицова   |            |              |          |
| 88       |          | Анджела Димитрова   |            |              |          |
| 99       |          | Велислава Неделчева |            |              |          |

## Ръководство

### Управителен съвет
- Симеон Василев Съев – Председател
- Валери Георгиев Борисов – Член
- Силвия Петкова Марковска – Член
- Аалександър Пенков Печеняков – Член
- Огнян Ангелов Цанев – Член

### Контролен съвет
- Валентин Пеев Гендов – Член
- Николла Илиев Николов – Член
- Светлин Стефанов Петров – Член

## Дейност
- да насочва, координира дейността по издигане равнището на спортното майсторство в областта на хандбалния спорт и да създава условия за развитието на хандбалния спорт и други форми за възстановяване на населението на клубно ниво, чрез привличане на обществеността, насърчаване на творческата активност и самоишщиатива на треньори, специалисти, деятели, ръководители и любители, както и подготовка на висококвалифицирани специалисти;
- ще се застъпва и ще отстоява пред обществени, държавни органи и трети лица за бързо и благоприятно решаване на всички въпроси, засягащи интересите на членовете на Клуба, треньорите, специалистите, ръководителите, деятелите и любителите;
- ще защитава и отстоява човешките им права и гражданските им права и свободи от каквито и да са посегателства, ограничения и потисничество;
- ще осъществява връзки и договорености за сътрудничество и обща дейност със сродни, национални и чуждестранни клубове, организации, сдружения и търговски дружества за постигане на общи, ще осъществява връзки и обмяна на опит в областта на хандбалния спорт за изучаване и използване на постиженията им.